# Franz Stumpf (Politiker, 1876)

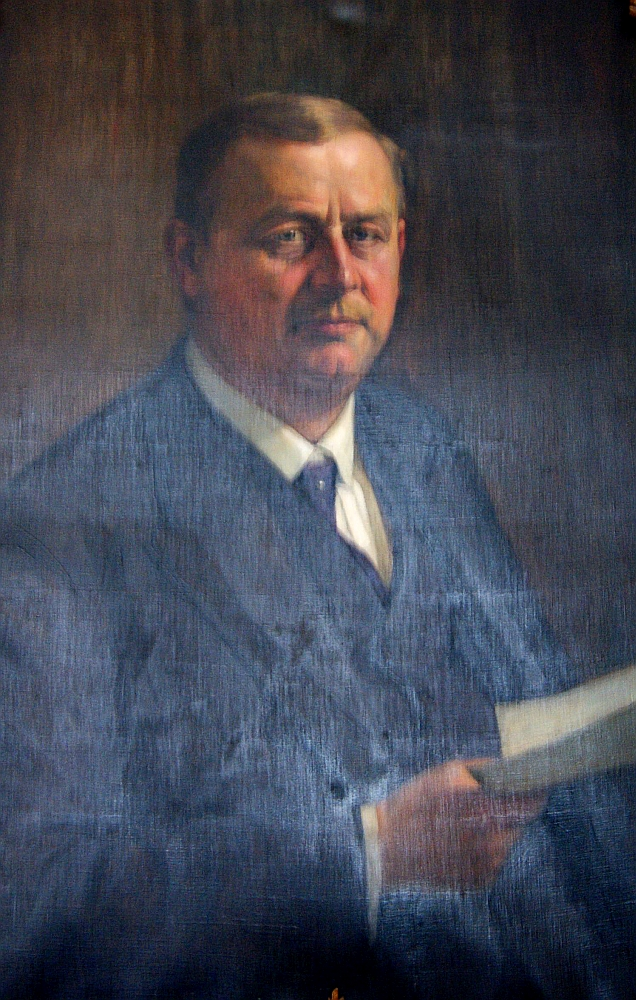
Franz Stumpf – Bild im Rokokosaal des Alten Landhauses in Innsbruck.

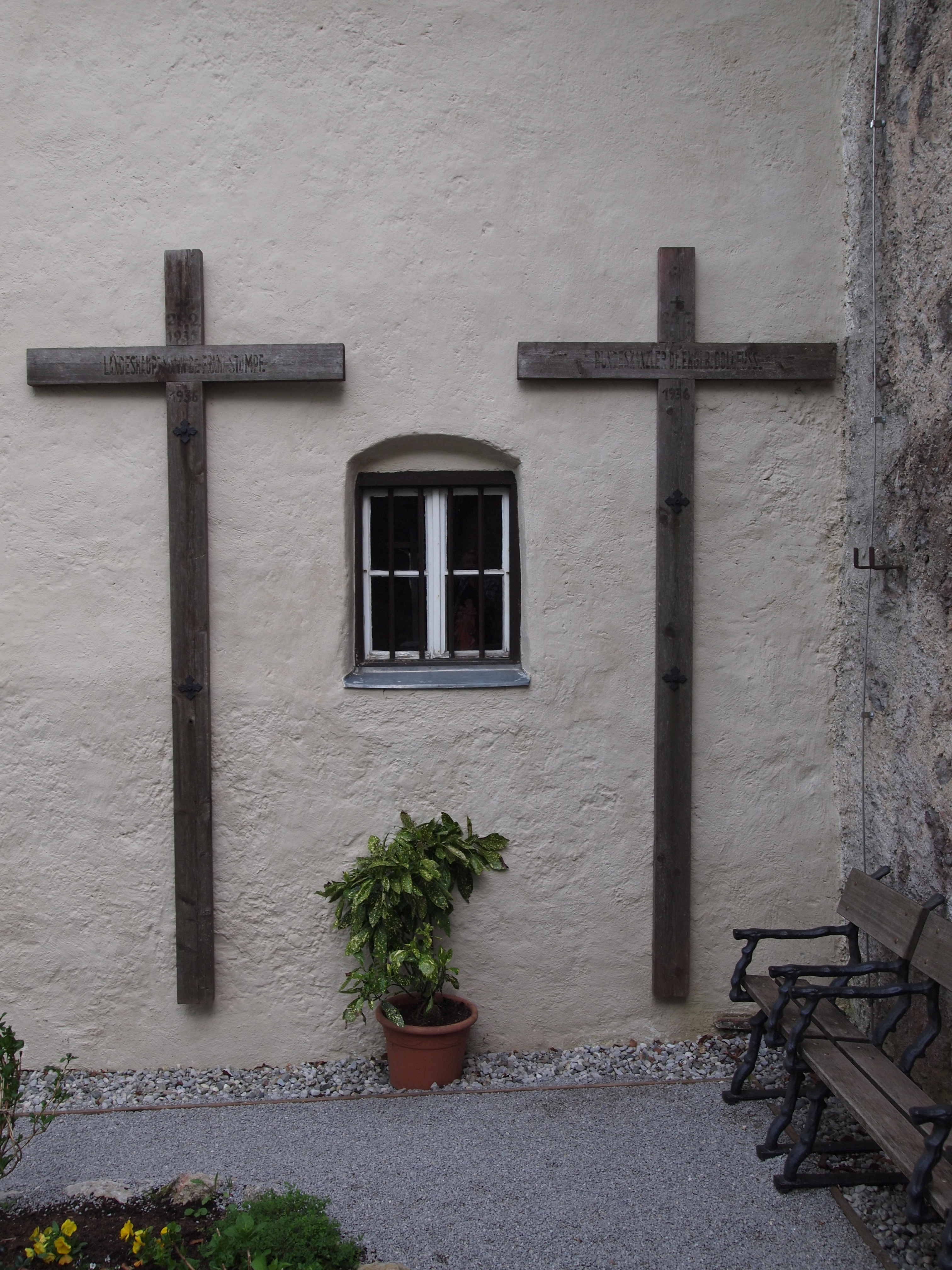
Kreuz für Franz Stumpf an der Wand der Thierbergkapelle bei Kufstein

Franz Stumpf (* 30. März 1876 in Sablat, Böhmen (heute: Tschechien); † 28. Februar 1935 in Innsbruck) war ein österreichischer Politiker der Christlichsozialen Partei und Landeshauptmann von Tirol.

## Leben
Franz Stumpf war der Sohn eines Arztes. Auf Wunsch seiner Eltern sollte er ebenfalls eine akademische Ausbildung genießen und wurde daraufhin nach Hall in Tirol geschickt, wo er die Volksschule und anschließend das Gymnasium absolvierte. In dieser Zeit wurde er Mitglied der Mittelschülerverbindung KÖStV Sternkorona Hall. Danach schrieb er sich an der Universität Innsbruck ein, an der er ebenso wie an der Technischen Universität Wien Physik studierte und mit der Promotion abschloss. Während seines Studiums versah er freiwillig ein Jahr den Militärdienst bei den Kaiserschützen. Stumpf besuchte eine Lehrerbildungsanstalt in Bozen und war dann als Professor an der Lehrerbildungsakademie in Wien tätig.
Im Jahr 1907 wurde er als Abgeordneter für Hopfgarten im Brixental, Kitzbühel und Kufstein in den österreichischen Reichsrat gewählt, im Jahr 1908 dann auch in den Tiroler Landtag. 1918/19 war er Mitglied der provisorischen Nationalversammlung, er wurde auch in die Konstituierende Nationalversammlung gewählt.
Stumpf bekleidete von 1918 bis 1919 die Funktion eines Landesrates in Tirol, von 1919 bis 1921 war er Landeshauptmannstellvertreter. 1921 wurde er zum Landeshauptmann von Tirol gewählt und nahm dieses Amt bis zu seinem Tode wahr. Vom 14. April 1931 bis zum 2. Mai 1934 war Stumpf Mitglied des Österreichischen Bundesrats, vom 1. Dezember 1932 bis 31. Mai 1933 war er Bundesratspräsident. Von 29. November 1934 bis zu seinem Tod war er Mitglied des Länderrats und des Bundestags.
Stumpf gehörte zum Freundeskreis des Publizisten Friedrich Funder. Er war seit 1894 Mitglied der katholischen Studentenverbindung AV Austria Innsbruck und seit 1926 der KDB Vindelicia Innsbruck im RKDB (heute als AV Vindelicia im ÖCV).

## Ehrungen
- Ehrenbürger der Gemeinde Wörgl
- Träger des Gregoriusordens
- Träger des Großen Ehrenzeichens für Verdienste um die Republik Österreich
- Straßenbenennungen[5]
  - in Kundl, wo Stumpf begraben ist (Dr. Franz-Stumpf-Straße)
  - in Wörgl (Dr. Franz Stumpf-Straße)
  - in Innsbruck/Höttinger Au (Dr.-Stumpf-Straße)